# Marius Corbett
Marius Corbett (ur. 26 września 1975 w Potchefstroom) – południowoafrykański lekkoatleta, specjalizujący się w rzucie oszczepem. 
Niespodziewany mistrz świata z Aten w 1997 roku. W tym samym roku sięgnął także po złoto uniwersjady. Zwycięzca igrzysk wspólnoty narodów (1998). Rekord życiowy: 88,75 (21 września 1998, Kuala Lumpur). Rezultat ten jest jednocześnie rekordem RPA w rzucie oszczepem, a do 2014 roku był rekordem Afryki.

## Osiągnięcia
| Rok  | Impreza                                  | Miejsce      | Lokata     | Wynik |
| ---- | ---------------------------------------- | ------------ | ---------- | ----- |
| 1994 | Mistrzostwa świata juniorów              | Lizbona      | 1. miejsce | 77,98 |
| 1994 | Mistrzostwa Afryki juniorów              | Algier       | 1. miejsce | 74,42 |
| 1997 | Mistrzostwa południowych regionów Afryki | Durban       | 1. miejsce | 83,56 |
| 1997 | Uniwersjada                              | Sycylia      | 1. miejsce | 86,50 |
| 1997 | Mistrzostwa świata                       | Ateny        | 1. miejsce | 88,40 |
| 1998 | Mistrzostwa Afryki                       | Dakar        | 1. miejsce | 79,82 |
| 1998 | Igrzyska Wspólnoty Narodów               | Kuala Lumpur | 1. miejsce | 88,75 |
| 1998 | Puchar świata                            | Johannesburg | 4. miejsce | 83,58 |
| 1999 | Igrzyska afrykańskie                     | Johannesburg | 1. miejsce | 78,74 |